# Grootoogdraakvis
De grootoogdraakvis (Hydrolagus macrophthalmus) is een vis uit de familie kortneusdraakvissen. De vis komt voor in de Grote Oceaan met name in de open wateren rond Chili en waarschijnlijk Ecuador. De vis kan een lengte bereiken van 63 cm.